# IPv6快速部署

6rd

IPv6快速部署（英語：IPv6 Rapid Deployment），简称6rd，是一种促进互联网服务供应商在原有IPv4基础设施上快速部署 IPv6 的机制。
该机制衍生自已存在的6to4，其本身是一种通过IPv4网络传输IPv6数据包的机制。6rd对该机制作出的最大改变，在于6rd完全运行在终端用户所使用的互联网服务供应商的网络内，从而避免了6to4设计中固有的主要架构问题。6rd这个名字既指的是它所实现的IPv6的快速部署，也指的是其发明者Rémi Després的名字缩写（RD）。
RFC 5569中记录了对6rd工作原理的描述以及法国运营商Free对其的首次应用。IETF中为标准化准备而书写的6rd规范可作为RFC 5969获取。

## 历史
2007年11月，20世纪70年代法国Transpac数据网络的创建者之一Rémi Després，向法国第二大运营商Free提议了使用他发明的6rd机制来快速实现IPv6部署。尽管Free在此之前还没有短期内提供IPv6服务的计划，但Free首席技术官Rani Assaf立即决定了实施该方案。五周后，经过适当的营销批准和运营验证，该运营商发布了新闻稿，宣布IPv6可供Free的客户使用。
描述6rd和Free部署经验的初稿已于2008年2月9日提交给IETF。经过改进后，它于2010年1月24日作为信息性RFC 5569发布。
2010年3月，IETF的一个工作组批准其经过多次修改后的6rd最新草案应成为标准 RFC。2010年8月，发布了标准RFC 5969。2010年10月，康卡斯特开始免费提供用于家庭网关设备的6rd软件，并将其开源。

## 对比6to4
6to4的工作原理是使用中继服务器（Relay Server）在IPv6和IPv4网络之间实现流量中继（Relay），并且中继服务器会将其公共IPv4和IPv6前缀通告于它们准备提供中继服务的网络之中。然而，该中继服务器无法保证所有IPv6主机都有正常通往该中继的路由线路，因此也就不能保证所有原生IPv6主机都可以访问6to4背后的主机。
再者，即使中继可用，它通常也是由第三方运营的，而这些第三方没有义务随着流量的增长而继续保持良好的服务质量。6rd更改了该模型，允许每个运营商使用自己的其中一个IPv6前缀，而不是为6to4提供的标准化特殊2002::/16前缀。由于该中继完全处于运营商的控制之下，它对其客户的服务质量承担所有责任。运营商也因此可以保证其6rd背后的IPv6主机可被所有的互联网中的其它原生IPv6主机访问。
由于6rd中继只能由同一管理实体控制下的有限主机集使用，因此它还减少了匿名流量攻击等等在6to4使用过程中可能发生的网络攻击。

## 地址空间的使用
最简单的6rd部署会使用IPv6地址空间中的32位以映射整个IPv4地址空间，而这会比所有运营商路由器本身支持的IPv6典型部署消耗更多的地址空间。运营商可通过省略IPv4地址空间中的冗余部分，或者在某些情况下部署多个6rd域来缓解该问题。
区域互联网注册管理机构（RIR）默认分配的IPv6空间是32位前缀。由于最基础的将IPv4地址映射成6rd IPv6地址的方式需要使用IPv6地址中的32位空间，这意味着如果运营商使用整个IPv4地址进行映射，则只能为其客户分配64位IPv6前缀。考虑到6rd允许运营商丢弃IPv4地址的任何冗余部分——例如，当运营商向其客户发出的IPv4地址都共享相同的前18位时，则6rd下的IPv6地址只需要包含剩余的14位。法国运营商Free最初因为无法利用这种灵活性，其只能为客户分配64位IPv6前缀，但在从RIPE NCC获得了更大的IPv6空间分配（26位前缀）后，该运营商便开始为其客户分配较短的IPv6前缀了。